# Shane Cadogan
Shane Christopher Cadogan (* 1. Juni 2001 in Kingstown) ist ein vincentischer Schwimmer.
Er trat in den Olympischen Sommerspielen 2020 in Tokio im Wettkampf über 50 m Freistil an und kam auf Rang 49.

## Bestzeiten
- 50 m Freistil – 23,74 s
- 50 m Freistil – 24,71 s
- 50 m Schmetterling – 26,16 nationaler Rekord[1]